# Rio Matapi
Le rio Matapi est un cours d'eau brésilien qui baigne l'État d'Amapá et un affluent du delta de l'Amazone.

## Gépgraphie
Il prend sa source au sud du siège municipal de Porto Grande et coule globalement vers le Sud, pour se jeter dans le canal du Nord du delta de l'Amazone, devant Santana et l'île Santana, mêlant ses eaux à celles du rio Vila Nova. Il arrose les municipalités de Porto Grande, Macapá et Santana.